# 諸星大二郎
諸星 大二郎（もろほし だいじろう、本名：諸星 義影、1949年7月6日 - ）は、日本の漫画家。長野県北佐久郡軽井沢町生まれ、東京都足立区出身。

## 人物・作風
主に古史古伝に題材をとり、異形の存在によって日常の価値観や世界観を転倒させるような作品を多数発表している。また日常の不安を形にしたような寓意的な作品も得意とする。作品にはクトゥルー神話の間接的影響も随所に見受けられる。
重い読後感を残す伝奇作品を描く一方で、『ど次元世界物語』など、軽めの不条理めいたユーモア作品もデビュー当初より発表している。また1990年代にはグロテスクさとユーモアが同居した『栞と紙魚子』シリーズという少女漫画作品も製作している。
SF・伝奇漫画家の星野之宣と親交がある。

## 来歴
東京都立江北高校卒業後、東京都電気研究所で3年間公務員を務めたのち、1970年に「硬貨を入れてからボタンを押してください」で漫画雑誌『COM』の読者投稿コーナー「ぐら・こん」で佳作5席。同年COM12月号にて「ぐら・こん」入選作の「ジュン子・恐喝」でデビューを果たす。その後、『COM』、『漫画アクション』、『パピヨン』誌などに作品を発表する。
1974年に初めて少年ものとして描いた『生物都市』で第7回手塚賞に応募して入選、同年から『週刊少年ジャンプ』で『妖怪ハンター』の連載を始め、本格的な作家活動に入る。その後、同誌で『暗黒神話』、『孔子暗黒伝』を連載する。
1979年から『週刊少年チャンピオン増刊』『月刊少年チャンピオン』などで『マッドメン』シリーズを不定期に掲載する。
1983年から『月刊スーパーアクション』誌で『西遊妖猿伝』を連載開始する。それまで知る人ぞ知る作家に留まっていたが、この作品で一般的な認知を得るようになる。2000年には同作で第4回手塚治虫文化賞マンガ大賞を受賞した。
2004年、劇画と同じ不条理の世界を描いた初の小説集『キョウコのキョウは恐怖の恐』を刊行した。それまでに発表してきた短編小説が加筆・修正のうえ収録されている。
2007年、2冊目の小説集『蜘蛛の糸は必ず切れる』を発表した。
2020年、展覧会『デビュー50周年記念 諸星大二郎展 異界への扉』が11月より全国巡回。
2021年、デビュー50周年を記念して『諸星大二郎 デビュー50周年記念 トリビュート』を河出書房新社より刊行。諸星の「寄稿者への逆トリビュートイラスト」も収録されている。

## エピソード
選考委員のほぼ全員一致で決定した「生物都市」の手塚賞入選ではあったが、あまりの面白さに、とても無名の新人の作品とは思えないとして、先行するSF作品の中に類似のものがあるのではないかとの質問が、他の選考委員からSF作家である筒井康隆委員のもとに殺到した。のちに筒井は自身が編纂した『'74日本SFベスト集成』に「生物都市」を収録し、解説文でそのときの選考の経緯を記している。
同じ手塚賞受賞作家で、長年にわたり互いに気になる存在であった星野之宣とは、星野の『ヤマトの火』連載開始時の対談企画において、初めて実際に会うこととなった。このとき上京して諸星の自宅を訪ねた星野は、「本棚に自分が持っている本と同じものが並んでいることに苦笑した」と語っている。なお、『妖怪ハンター』に登場する橘（たちばな）という在野の民俗学者は、容姿が星野に似ている。
独創性の強い画風から、アシスタントに「どこをどうアシすればいいか分からない」と言われたエピソードを持つ諸星は、手塚治虫にも「諸星さんの絵だけは描けない」と言われている。一方で、諸星はジャンルを越えた多くの著名人の作品に影響を与えている。
2000年代以降は諸星作品の研究ムックなどで、たびたび、インタビューや対談に応じるようになっている。2018年11月には川崎市民ミュージアムでの「ビッグコミック50周年展」にあわせて開催されたトークイベント「星野之宣×諸星大二郎 ～ふたつの宇宙、その中心に迫る～」（司会・夏目房之介）にも出演した。
2020年11月12日放送『浦沢直樹の漫勉neo』（NHK Eテレ）に出演。4日間にわたり撮影された執筆の様子などが放送された。
- 細野晴臣の「THE MADMEN」[注 4]は、諸星の作品に触発されて作られたとされている[7]。細野によれば元々は「MUDMEN（泥の男）」という題名で、製作会社の綴りの間違いがそのままになったのだという。『世界伝奇行 パプアニューギニア マッドメン』収録の諸星・細野対談での細野の発言によると、『マッドメン』シリーズの一編「鳥が森に帰る時」の中に出てくる歌「ニューギニア ガワン族に伝わる歌」（登場人物の篠原波子の「訳」と記されており、何らかの伝承音楽の歌詞を諸星がアレンジしたもの）の歌詞の影響が強いという。
- 庵野秀明の『新世紀エヴァンゲリオン』の巨大人型兵器には「影の街」に登場する巨人の影響があるとされ[7]、岡田斗司夫が語るところによると、庵野は以前から「このシーンが好きでやりたい」と話していたという[8]。
- 宮崎駿も諸星作品のファンで、庵野が『風の谷のナウシカ』の制作中に諸星の単行本を机の本棚に並べていたところ、宮崎が手に取って「ここが面白いんだ」と説明し始めたという[9]。
- 田中啓文の『私立伝奇学園高等学校民俗学研究会』シリーズの主人公・諸星比夏留（ひかる）[10]、高橋留美子の漫画『うる星やつら』の主人公・諸星あたる[7]などの名字の由来である。
- 女性漫画家のねこぢるは諸星にファンレターを1度送っており、その中で『無面目』に衝撃を受けたと述べている。
- かつては公の場にはまず現れなかったので、漫画家の間でもどのような人物であるかはほとんど知られていなかった。手塚治虫の葬儀で偶然一緒になった夏目房之介によると、タクシーの中で柳田國男の本を読んでいたといい、あまりにもハマっていたので衝撃だったと語る。この時は、寡黙な印象を受けたという。
- 田中圭一が諸星の実子に取材したところによると、温厚な人物で、鼻歌交じりに音楽を聴きながら執筆し、息子が録画した『おそ松さん』など深夜アニメをよく観るという[7]。

## 受賞歴
- 1974年 - 第7回手塚賞入選（『生物都市』）[注 5]
- 1992年 - 第21回日本漫画家協会賞優秀賞（『僕とフリオと校庭で』『異界録』）
- 2000年 - 第4回手塚治虫文化賞マンガ大賞（『西遊妖猿伝』）
- 2008年 - 第12回文化庁メディア芸術祭マンガ部門優秀賞（『栞と紙魚子』）
- 2014年 - 第64回芸術選奨文部科学大臣賞（『瓜子姫の夜・シンデレラの朝』）[11]
- 2018年 - 第47回日本漫画家協会賞コミック部門大賞（『諸星大二郎劇場』）[12]

## 作品リスト

### 単行本
- 暗黒神話 （週刊少年ジャンプ1976年20-25号）
  - 暗黒神話（1977年2月、ジャンプスーパーコミックス、創美社）
  - 暗黒神話（1988年6月、ジャンプスーパーエース、創美社）ISBN 9784420137034
  - 暗黒神話　完全版（2015年7月、ホーム社）完全受注生産
  - 暗黒神話 完全版 (愛蔵版コミックス) (2017年3月17日、集英社）ISBN 9784087925104
- 夢みる機械（短編集）
  - 夢みる機械（1978年6月、サンコミックス、朝日ソノラマ）ISBN 9784257914853
  - 夢みる機械（1993年8月、ジャンプスーパーエース、創美社）ISBN 9784420137508
- アダムの肋骨（短編集）
  - アダムの肋骨（1978年9月、奇想天外コミックス、奇想天外社）
  - アダムの肋骨 諸星大二郎傑作短編集（1982年10月、ジャンプスーパーコミックス、集英社）
- 孔子暗黒伝（週刊少年ジャンプ1977年50号 - 1978年9号）
  - 孔子暗黒伝 全2巻（赤気篇・東夷篇）（1978年、ジャンプスーパーコミックス、集英社）
  - 孔子暗黒伝（1988年5月、ジャンプスーパーエース、集英社）ISBN 9784420137010
- 徐福伝説（短編集、『マッドメン』収録）（1979年3月、ジャンプスーパーコミックス、集英社）
- コンプレックス・シティ（デビュー作『ジュン子・恐喝』収録）（1980年10月、アクションコミックス、双葉社）ISBN 9784575930825
- マッドメン
  - マッドメンシリーズ 全2巻 （オンゴロの仮面・大いなる復活）（1981-1982年、少年チャンピオンコミックス 秋田書店）ISBN 9784253037785 他
  - マッドメン（1985年10月、秋田コミックスセレクト、秋田書店）ISBN 9784253108508
  - マッドメン 諸星大二郎作品集（1993年5月、中公愛蔵版、中央公論社）ISBN 9784120022142
  - マッドメン 全2巻（オンゴロの仮面・大いなる復活）（2000年、ジャンプスーパーエース、創美社）ISBN 9784420137690 他
  - MUD MEN　最終版（2010年1月、光文社コミック叢書SIGNAL、光文社）ISBN 9784334901677
- 地獄の戦士（1981年3月集英社、ヤングジャンプ・コミックス、集英社）ISBN 9784088611051
- 西遊妖猿伝
  - 西遊妖猿伝 全9巻 -未完（1984-1995年、アクションコミックス、双葉社）ISBN 9784575812695 他
  - 西遊妖猿伝 全16巻 -未完（1998-2000年、希望コミックス、潮出版社）ISBN 9784267903151 他
  - 西遊妖猿伝 大唐篇 全10巻（2009年、モーニングKCDX、講談社）ISBN 9784063756616 他
  - 西遊妖猿伝 西域篇 続刊中（2009年-、モーニングKC、講談社）ISBN 9784063728088 他
- 子供の王国 諸星大二郎珠玉短編集（1984年8月、ジャンプ・コミックスデラックス、集英社）ISBN 9784088581231
- 砂の巨人（1984年10月、デュオセレクション、朝日ソノラマ）ISBN 9784257900542
- 失楽園（『生物都市』収録）（1988年5月、ジャンプスーパーエース、創美社）ISBN 9784420137027（関連：失楽園）
- 諸怪志異
  - 諸怪志異（一）異界録（1989年6月、アクションコミックス、双葉社）ISBN 9784575931662
  - 諸怪志異（二）壷中天（1991年3月、アクションコミックス、双葉社）ISBN 9784575932461
  - 諸怪志異（三）鬼市（1999年11月、アクションコミックス、双葉社）ISBN 9784575936322
  - 諸怪志異（四）燕見鬼（2005年10月、アクションコミックス、双葉社）ISBN 9784575939705
  - 諸怪志異（一）伝奇編 （2011年1月、光文社コミック叢書SIGNAL、光文社) ISBN 9784334901783
  - 諸怪志異（二）阿鬼編 （2011年3月、光文社コミック叢書SIGNAL、光文社) ISBN 9784334901790
  - 諸怪志異（三）燕見鬼編（2011年8月、光文社コミック叢書SIGNAL、光文社) ISBN 9784334901806
- 無面目・太公望伝（1989年8月、希望コミックス、潮出版社）ISBN 9784267901928
- ぼくとフリオと校庭で（1991年8月、アクションコミックス、双葉社）ISBN 9784575932607
- 海神記 1-3巻 -未完 （1992-1994年、希望コミックス、潮出版社）ISBN 9784267902284
  - 海神記 上巻（2007年7月、光文社コミック叢書SIGNAL、光文社) ISBN 9784334901400　
  - 海神記 下巻（2007年9月、光文社コミック叢書SIGNAL、光文社) ISBN 9784334901417
- 不安の立像（1993年5月、ジャンプスーパーエース、創美社）ISBN 9784420137485
- 天崩れ落つる日（1997年2月、ジャンプスーパーエース、創美社）ISBN 9784420137683
- 夢の木の下で（『壁男』収録）（1998年7月、MAGコミックス、マガジンハウス）ISBN 9784838709700
- 諸星大二郎自選短編集
  - 諸星大二郎自選短編集I 汝、神になれ鬼になれ（2001年1月、ヤングジャンプ愛蔵版、集英社）ISBN 9784087826180
  - 諸星大二郎自選短編集II 彼方より（2001年3月、ヤングジャンプ愛蔵版、集英社）ISBN 9784087826197
- 碁娘伝（2001年10月、希望コミックス、潮出版社）ISBN 9784267904011
- 私家版鳥類図譜（2003年3月、KCデラックス、講談社）ISBN 9784063346947
  - 新装版 私家版鳥類図譜 (KCデラックス モーニング) (2016年11月22日、講談社）ISBN 9784063930863
- トゥルーデおばさん グリムのような物語（2006年2月、眠れぬ夜の奇妙な話コミックス、朝日ソノラマ）ISBN 9784257905462
- スノウホワイト グリムのような物語（2006年11月、東京創元社）ISBN 9784488023911
- 私家版魚類図譜（2007年3月、KCデラックス、講談社）ISBN 9784063722789
  - 新装版 私家版魚類図譜 (KCデラックス モーニング) （2016年11月22日、講談社）ISBN 9784063930870
- 未来歳時記・バイオの黙示録 (2008年7月、ヤングジャンプコミックス、集英社) ISBN 9784088774848
- 巨人譚 (2008年12月、光文社コミック叢書SIGNAL、光文社) ISBN 9784334901561
- 闇の鶯 (2009年4月、KCデラックス、講談社) ISBN 9784063756999
- 諸星大二郎 ナンセンスギャグ漫画集・珍の巻（2010年3月、ジャイブ）ISBN 9784861767579
- 諸星大二郎 ナンセンスギャグ漫画集・妙の巻（2010年3月、ジャイブ）ISBN 9784861767586
- 諸星大二郎特選集
  - 第1集・男たちの風景 （2013年10月、小学館） ISBN 9784091857200
  - 第2集・子供の情景 （2013年11月、小学館） ISBN 9784091857392
  - 第3集・遠い世界 （2013年12月、小学館） ISBN 9784091857590
  - 第4集・蒼の群像 （2015年3月、小学館） ISBN 9784091868275
- 瓜子姫の夜・シンデレラの朝（2013年12月、朝日出版社）ISBN 9784022141330
- あもくん（2015年3月30日、角川書店 幽COMICS）ISBN 9784041024751
  - 夢のあもくん（2022年3月30日[13]、KADOKAWA、怪と幽COMICS）ISBN 9784041117224
- BOX -箱の中に何かいる-
  - (1)　（2016年11月22日、講談社 モーニングKC）ISBN 9784063886696
  - (2)　（2017年4月21日、講談社 モーニングKC）ISBN 9784063887211
  - (3)　（2017年10月23日、講談社 モーニングKC）ISBN 9784065102756
- 諸星大二郎劇場（短編集）
  - 第1集 雨の日はお化けがいるから（2017年12月27日、小学館 ビッグコミックススペシャル） ISBN 9784091897732
  - 第2集 オリオンラジオの夜（2019年1月30日、小学館 ビッグコミックススペシャル） ISBN 9784098602537
  - 第3集 美少女を食べる（2020年11月30日、小学館 ビッグコミックススペシャル） ISBN 9784098608263
  - 第4集 アリスとシェエラザード（2022年3月30日、小学館 ビッグコミックススペシャル） ISBN 9784098612901
  - 第5集 アリスとシェエラザード 〜仮面舞踏会〜（2024年1月30日、小学館 ビッグコミックススペシャル） ISBN 9784098627226
  - 第6集 アリスとシェエラザード 〜騙し絵の館〜（2025年7月30日、小学館 ビッグコミックススペシャル） ISBN 9784098635474
- 幻妖館にようこそ[注 6]（自選短編集+書き下ろし新作、2019年4月17日、MANGATRIX）ISBN 9784909185099
- 諸星大二郎短編集 彼方へ（2024年11月21日、講談社 ワイドKC） ISBN 9784065367308

#### 妖怪ハンターシリーズ
- 妖怪ハンター（『生命の木』『生物都市』収録）（1978年7月、ジャンプスーパーコミックス、集英社） - ウルトラジャンプ2014年3月号付録として復刻
- 海竜祭の夜 -妖怪ハンター-（1988年7月、ジャンプスーパーエース、集英社）ISBN 9784420137041
- 天孫降臨 -妖怪ハンター-（1993年2月、ヤングジャンプ・コミックス、集英社）ISBN 9784088750101
- 黄泉からの声 -妖怪ハンター-（1994年7月、ヤングジャンプ・コミックス、集英社）ISBN 9784088750408
- 六福神 -妖怪ハンター-（1998年12月、ヤングジャンプ・コミックスウルトラ、集英社）ISBN 9784088757193
- 稗田のモノ語り 魔障ケ岳 妖怪ハンター （2005年11月、KCデラックス、講談社）ISBN 9784063720600
- 妖怪ハンター 稗田の生徒たち (1)夢見村にて（2014年2月、ヤングジャンプ・コミックスウルトラ、集英社）ISBN 9784088796734

#### 栞と紙魚子シリーズ
- 栞と紙魚子の生首事件（1996年9月、眠れぬ夜の奇妙な話のコミックス、朝日ソノラマ）ISBN 9784257902805
- 栞と紙魚子と青い馬（1998年5月、眠れぬ夜の奇妙な話のコミックス、朝日ソノラマ）ISBN 9784257903420
- 栞と紙魚子 殺戮詩集 （2000年1月、眠れぬ夜の奇妙な話のコミックス、朝日ソノラマ）ISBN 9784257903932
- 栞と紙魚子と夜の魚（2001年8月、眠れぬ夜の奇妙な話のコミックス、朝日ソノラマ）ISBN 9784257904410
- 栞と紙魚子 何かが街にやって来る（2004年2月、眠れぬ夜の奇妙な話のコミックス、朝日ソノラマ）ISBN 9784257904946
- 栞と紙魚子の百物語（2008年6月、眠れぬ夜の奇妙な話のコミックス、朝日新聞出版）ISBN 9784022131201
- 新装版 栞と紙魚子 1 - 4巻 (2014-2015年、Nemuki+コミックス、朝日新聞出版) ISBN 9784022141583 他

### 文庫
- 暗黒神話（1996年11月、集英社文庫（コミックス版・も-9-1）、集英社）ISBN 4-08-617090-6
- 完全版 マッドメン（1991年7月、ちくま文庫、筑摩書房）ISBN 448002543X
- 孔子暗黒伝（1996年11月、集英社文庫（コミックス版・も-9-2）、集英社）ISBN 4-08-617091-4
- 無面目・太公望伝（2001年12月、潮漫画文庫、潮出版社）ISBN 4-267-01612-7
- 栞と紙魚子 1 - 4巻（2003年 - 2011年、ソノラマコミック文庫、朝日ソノラマ）ISBN 4-257-72211-8 ほか
- 汝、神になれ鬼になれ 諸星大二郎自選短編集（2004年11月、集英社文庫コミック版（も9-3）、集英社）ISBN 4-08-618233-5
- 彼方より 諸星大二郎自選短編集（2004年11月、集英社文庫コミック版（も9-4）、集英社）ISBN 4-08-618234-3
- マッドメン 全2巻（オンゴロの仮面・大いなる復活）（2006年、創美社コミック文庫、創美社）ISBN 4-420-25006-2 ほか
- ぼくとフリオと校庭で（2006年12月、双葉文庫名作シリーズ、双葉社）ISBN 4-575-72610-9
- 妖怪ハンター （地の巻・天の巻・水の巻）（2005年11月 - 12月、集英社文庫、集英社）ISBN 4-08-618390-0 ほか
- 諸怪志異 1 - 2巻（異界録・壷中天）（2007年1月、双葉文庫名作シリーズ、双葉社）ISBN 978-4-575-72611-4 ほか
- 碁娘伝（2007年6月、潮漫画文庫、潮出版社）ISBN 978-4-267-01756-8
- 壁男（2007年9月、双葉文庫、双葉社）ISBN 978-4-575-72642-8
- グリムのような物語 トゥルーデおばさん（2009年6月、ソノラマコミック文庫、朝日新聞社）ISBN 978-4-022-67191-2
- 瓜子姫の夜・シンデレラの朝（2016年1月、ソノラマコミック文庫、朝日新聞社）ISBN 978-4-022-69064-7
- 妖怪ハンター 稗田の生徒たち 美加と境界の神／夢見村にて／悪魚の海（2021年7月、集英社文庫、集英社）ISBN 9784086197960[15] - ヤングジャンプ・コミックスウルトラ版に収録されなかった作品（内容的には『夢見村にて』より先である）『美加と境界の神』を追加されている。
- 未来歳時記 バイオの黙示録（2021年7月[16]、集英社文庫コミック版、集英社）ISBN 978-4-08-619797-7

### 単行本未収録作品
- 現代間引考
- 下宿人の幸福のために
- 青ヒゲおじさん
- 諸星大二郎のジャストミステリーシリーズ
- ドクター・モロの逆襲
- ムサシの獲物
- シリーズM（『モーニング・ツー』2024年6月27日[17] - ）※シリーズ連載[17]

### 小説
- キョウコのキョウは恐怖の恐（2004年11月、講談社）ISBN 9784062126533
- 蜘蛛の糸は必ず切れる（2007年9月、講談社）ISBN 9784062140607

### 挿絵
- 陋巷に在り 全13巻（著者：酒見賢一）ISBN 9784101281131 他

### 画集
- 不熟 1970～2012 諸星大二郎・画集 Morohoshi Daijiro ARTWORK（2012年10月、河出書房新社）ISBN 9784309273570 - 描き下ろし3点、未発表20点含む全140点の美麗イラスト掲載｡「諸星大二郎×高橋葉介」の特別対談も収録｡

### 図録
- 諸星大二郎 デビュー50周年記念 異界への扉（2020年11月、河出書房新社）ISBN 9784309291154 - 「諸星大二郎展 異界への扉」の公式図録[18]。
- 諸星大二郎トリビュート デビュー50周年記念（2021年9月、河出書房新社）

## インタビュー記事
- 美術誌『Bien（美庵）』Vol.26 2004年5月号（ISBN 4-434-04390-0、藝術出版社）　特集「MANGAの可能性」中の「異界との曖昧な差を見つめる」http://geijutsu.la.coocan.jp/japanesebian_backissue.html
- 古書研究雑誌『彷書月刊』2005年7月号（特集　このさき諸星大二郎一丁目）収録「なんだか、変わってないんですね。－諸星大二郎さんに聞く」
- 『AERA COMIC ニッポンのマンガ』収録「物語が生まれる瞬間」（インタビュアー：斎藤宣彦）
- 批評詩『ユリイカ』第41巻3号（ISBN 978-4-7917-0190-2、青土社）　特集「諸星大二郎」中の「モロホシは一日にしてならず」（インタビュアー：斎藤宣彦）
- 雑誌『東京人』2014年4月号（特集：ガロとCOMの時代）　「衝動はあっても何をどう描いていいかわからなかった」（インタビュアー：斎藤宣彦）
- 『集英社コミックシンク』2017年3月17日　【諸星大二郎特集・前編】伝奇コミック不朽の名作『暗黒神話』に超豪華な完全版が登場！奇才・諸星大二郎作品を今こそ読み直そう！
- 文藝別冊『総特集　諸星大二郎　―怪を語り、快を生み出す―　＜大増補新版＞』「諸星大二郎 2万字ロングインタビュー　― 「現代の神話」を語り続けて ―」（インタビュアー；南信長）
- 雑誌『BUBKA』2019年2月号 吉田豪のBUBKA流スーパースター列伝 レジェンド漫画家編 vol.18 『マッドメン』 諸星大二郎 インタビュー

## レコード・CDジャケット
- ギャスパー・クラウス『序破急』（MODEST LAUNCH）

## 展覧会
- 諸星大二郎 原画展（画集『不熟 1970〜2012』出版記念）
  - リブロ池袋本店書籍館、2012年10月26日 - 11月16日[19]
  - スパンアートギャラリー、2013年5月4日 - 18日[20][21]
  - 京都国際マンガミュージアム、2013年6月29日 - 9月29日[22]
- 諸星大二郎 原画展
  - 西武池袋本店別館2階 西武ギャラリー、2013年11月15日 - 20日[23][24]
  - 博多阪急、2014年3月12日 - 18日[23]
  - 阪神梅田本店、2014年8月27日 - 9月2日[23]
- 諸星大二郎 原画展（文藝別冊/KAWADE夢ムック『諸星大二郎 マッドメンの世界』出版記念）
  - 中野ブロードウェイ GALLERYリトルハイ、2015年5月23日 - 6月8日[25]
  - 京都国際マンガミュージアム、2015年7月16日 - 8月4日[26]
  - アンスティチュ・フランセ九州 5階ギャラリー、2015年8月20日 - 29日（萩尾望都 原画展と同時開催）[27][28]
  - 北九州市漫画ミュージアム、2015年10月7日 - 11月8日[28]
  - 新潟市マンガの家、2016年3月10日 - 5月1日[29]
  - 東京ビッグサイト、2016年5月5日[30][31]
- 諸星大二郎 原画展（文藝別冊『諸星大二郎 大増補新版』出版記念）
  - スパンアートギャラリー、2018年5月26日 - 6月10日[32]
- デビュー50周年記念 諸星大二郎展 異界への扉[1]
  - 北海道立近代美術館、2020年11月21日 - 2021年1月17日[33]
  - イルフ童画館、2021年1月24日 - 3月13日
  - 北九州市漫画ミュージアム、2021年3月20日 - 5月10日（コロナ禍による緊急事態宣言発令を受け、予定より会期短縮）[34]
  - 三鷹市美術ギャラリー、2021年8月7日 - 10月10日
  - 足利市立美術館、2021年10月23日 - 12月26日

## 関連作品

### 映画
- ヒルコ 妖怪ハンター（1991年、松竹）
  - 稗田礼二郎：沢田研二／監督：塚本晋也／上映：東劇系[35]
  - 原作として「黒い探究者」「赤い唇」[35]
- 奇談 (2005年、2005「奇談」製作委員会)
  - 稗田礼二郎：阿部寛／監督：小松隆志／上映：新宿オスカー、池袋シネマサンシャインほか[36]
  - 原作として「生命の木」[36]
- 壁男（2007年）

### TVドラマ
- 復讐クラブ（1991年、フジテレビ、世にも奇妙な物語 冬の特別編）
- 城（1992年、フジテレビ、世にも奇妙な物語）
- 栞と紙魚子の怪奇事件簿（2008年1月、日本テレビ）
- 夢みる機械（2016年、フジテレビ、世にも奇妙な物語'16春の特別編）

### OVA
- 暗黒神話 第1章「餓鬼の章」・第2章「天の章」（1990年、大映映像）

### ラジオドラマ
- 西遊妖猿伝（1989年、NHK-FM放送）
- 続・西遊妖猿伝（1990年、NHK-FM放送）
- 夢みる機械（2000年、NHK-FM放送）

### ゲームソフト
- 暗黒神話 ヤマトタケル伝説（MSX2版：1988年10月25日発売､東京書籍、ファミコン版：1989年3月24日発売、トンキンハウス（東京書籍）､（ニンテンドークラシックミニ ファミリーコンピュータ週刊少年ジャンプ50周年記念バージョン:2018年7月7日発売に再録）
  - ジャンルはアドベンチャー＋アクション。章別クリア制。ファミコン版（ROMカセット）とMSX2版(3.5インチ2DD)が発売された。
  - キャッチコピーは「1600年の時空（とき）を超え、今、暗黒神が蘇る！」。

### 研究本
- 『ぱふ　特集：諸星大二郎の世界』1979年1月号、清彗社
- 『諸星大二郎 西遊妖猿伝の世界』（双葉社、1986年）- 竹熊健太郎、川崎ぶら編集
- 『彷書月刊』2005年7月号　特集　このさき諸星大二郎一丁目
- 『ユリイカ　特集：諸星大二郎』2009年3月号、青土社
- 『文藝別冊/KAWADE夢ムック 総特集：諸星大二郎 異界と俗世の狭間から』（河出書房新社、2011年、増補新版2018年）
- 『別冊太陽 太陽の地図帖 27』諸星大二郎: 『暗黒神話』と古代史の旅（平凡社、2014年）
- 『別冊太陽 太陽の地図帖 31』諸星大二郎 『妖怪ハンター』異界への旅（平凡社、2015年）
- 『文藝別冊/KAWADE夢ムック』諸星大二郎 マッドメンの世界（河出書房新社、2015年）
- 『世界伝奇行 ―パプアニューギニア・マッドメン編―』（佐藤健寿写真、河出書房新社、2019年） - 上記ムックの増補決定版
- 『世界伝奇行 ―中国・西遊妖猿伝編―』（佐藤健寿写真、河出書房新社、2019年）